# Bahram IV.
Bahram IV., izgovarje se tudi Vahram IV. ali Varahran IV. (srednjeperzijsko 𐭥𐭫𐭧𐭫𐭠𐭭‎), je bil kralj kraljev iranskega Sasanidskega  cesarstva, ki je vladal od leta 388 do 399, * ni znano, † 399.
Bil je sin in naslednik Šapurja III. (vladal 383–388).

## Ime
Teoforično ime Bahram je novoperzijska oblika srednjeperzijskega imena Warahrāna (piše se tudi Wahrām), ki izhaja iz staroiranskega imena Vṛθragna. Avestanski ekvivalent imena je Veretragna, ime starega iranskega boga zmage, medtem ko se je  partska različica imena glasila *Warθagn.
V grščini se njegovo ime glasi Baranes, v armenščini pa Vahagn/Vrām.

## Zgodnje življenje
Po al-Tabariju  je bil Bahram IV. sin Šapurja II. (vladal 309–379). Več drugih zgodovinarjev, med njimi Hamza al-Isfahani, trdi, da je bil sin Šapurja III. (vladal 383–388 ), kar se zdi bolj verjetno. Med vladavino svojega očeta je bil guverner Kermana, kjer je zgradil mesto Širagan, ki je ostalo prestolnica province do konca Sasanidskega cesarstva. Mesto je bilo pomembno gospodarsko središče s svojo kovnico denarja. Bahram se je kot mnogi drugi guvernerji Kirmana naslavljal kirmanšah, se pravi kralj Kirmana. Na iranski prestol je prišel leta  388, ko  je njegovega  očeta ubila skupina iranskih plemičev.

## Vladanje
Armenija je bila v skladu s sporazumom z Rimskim cesarstvom razdeljena med obe cesarstvi. Delitev je komaj preživela vladavino Bahrama IV. Leta 389 je Kozrav IV., vazalni kralj sasanidskega dela Armenije, sklenil sporazum z rimskim cesarjem Teodozijem I. in v zameno postal kralj združene Armenije. Sporazum je Bahrama IV. razjezil. Kozrava je zaprl v grad Oblivion in za novega vladarja Armenije imenoval Kozravovega brata Vramšapuha.
Leta 395 so sasanidsko provinco Asuristan napadli Huni, jo opustošili in odpeljali veliko ujetnikov. Bahram IV. je proti njim poslal veliko vojsko, ki je večino Hunov pobila in zasegla njihov plen, vključno z ujetniki.
Bahram IV. je bil po zapisih v primarnih virih  neučinkovit in nepriljubljen monarh, kar na splošno pomeni, da sta ga plemstvo in zaratustrska duhovščina sovražila. Leta 399 so ga ubili lastni vojaki. Nasledil ga je brat Jazdegerd I.

## Denar
Bahram IV. na svojem kovancu  nosi enako krilato krono kot njegova predhodnika  Bahram II. in Hormizd II. Krili, simbol Veretragne, sta bili pritrjeni na krono v obliki obzidja, ki je bila simbol vrhovnega zaratustrskega  boga Ahura Mazde. Bahram IV. je bil prvi sasanidski monarh, ki je na svoji kroni združil dve verski komponenti. Kasneje so takšne krone postale značilnost sasanidskih vladarjev.